# Trophée Jack-Adams
Pour les articles homonymes, voir Adams.
Le trophée Jack-Adams — en anglais : Jack Adams Award — est un trophée de hockey sur glace d'Amérique du Nord. Il est décerné annuellement à l'entraîneur de la Ligue nationale de hockey qui a le plus contribué aux succès de son équipe. Le gagnant est choisi par un vote à travers l'association des diffuseurs de la LNH, la National Hockey League Broadcasters Association.

## Historique
Le trophée est remis pour la première fois à la suite de la saison 1973-1974 de la LNH et porte le nom de John Adams, dit Jack Adams, joueur puis entraîneur de la LNH, notamment avec les Red Wings de Détroit dans les années 1940 et 1950.
Plusieurs entraîneurs ont remporté le trophée à plusieurs reprises. C'est ainsi le cas de Patrick Burns qui remporte le titre à trois reprises, une fois avec les Canadiens de Montréal, une autre avec les Maple Leafs de Toronto et une dernière avec les Bruins de Boston. Scott Bowman, Jacques Demers, Patrick Quinn et Jacques Lemaire remportent le trophée à deux reprises chacun alors que Demers est récompensé deux années de suite.

## Récipiendaires

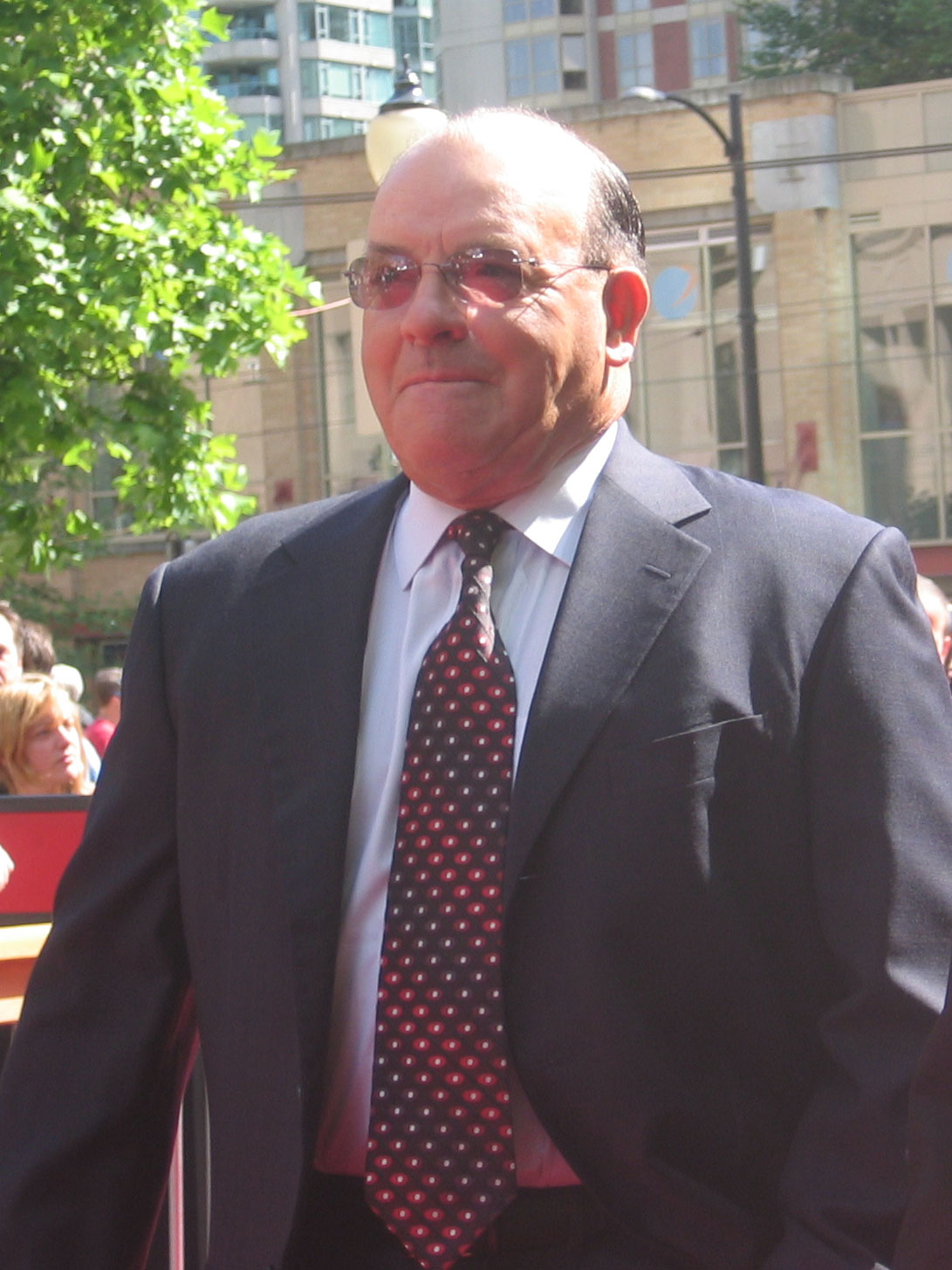
Scott Bowman, récompensé en 1976-1977 et 1995-1996.

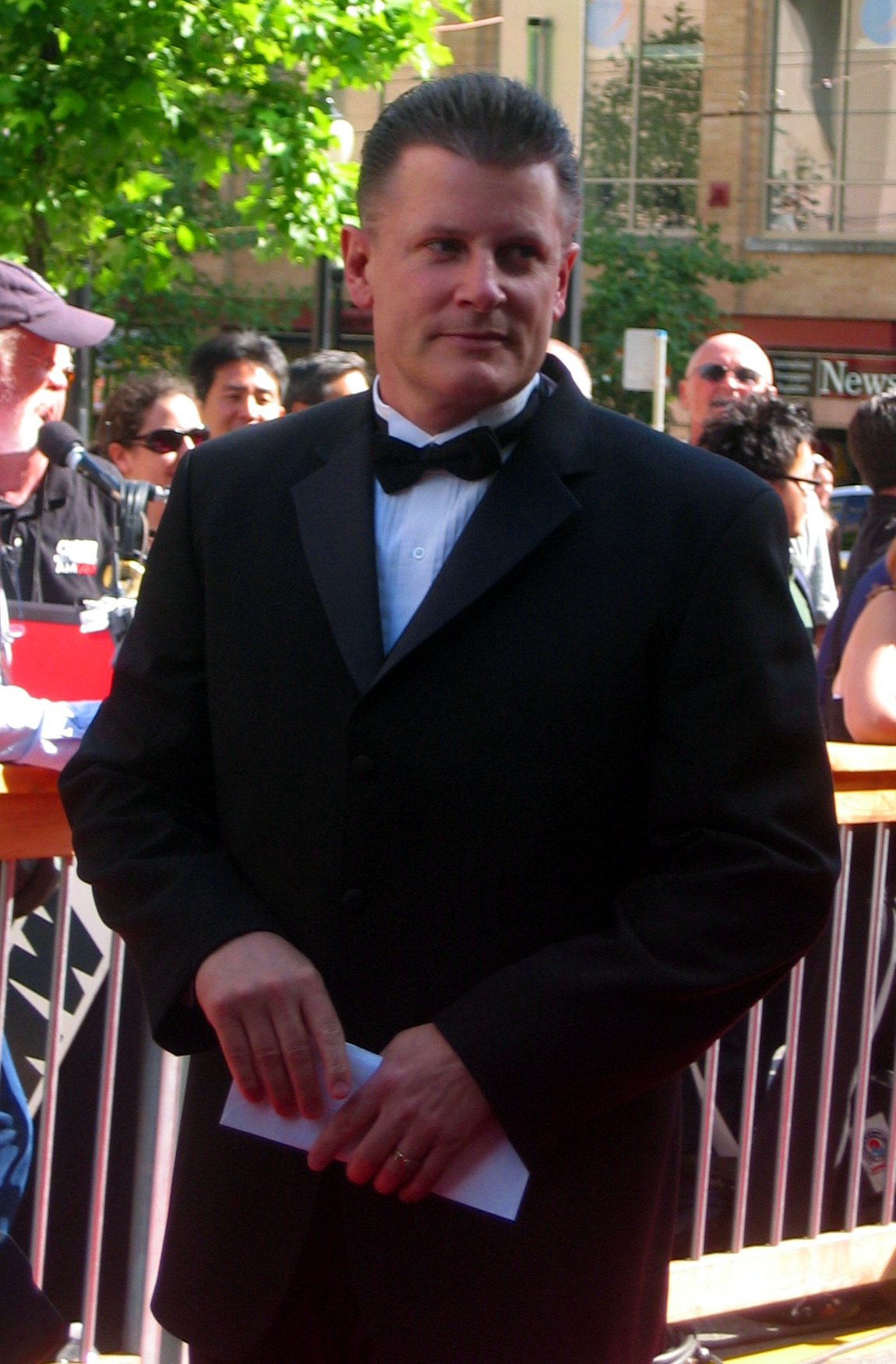
Marc Crawford, vainqueur en 1994-1995.

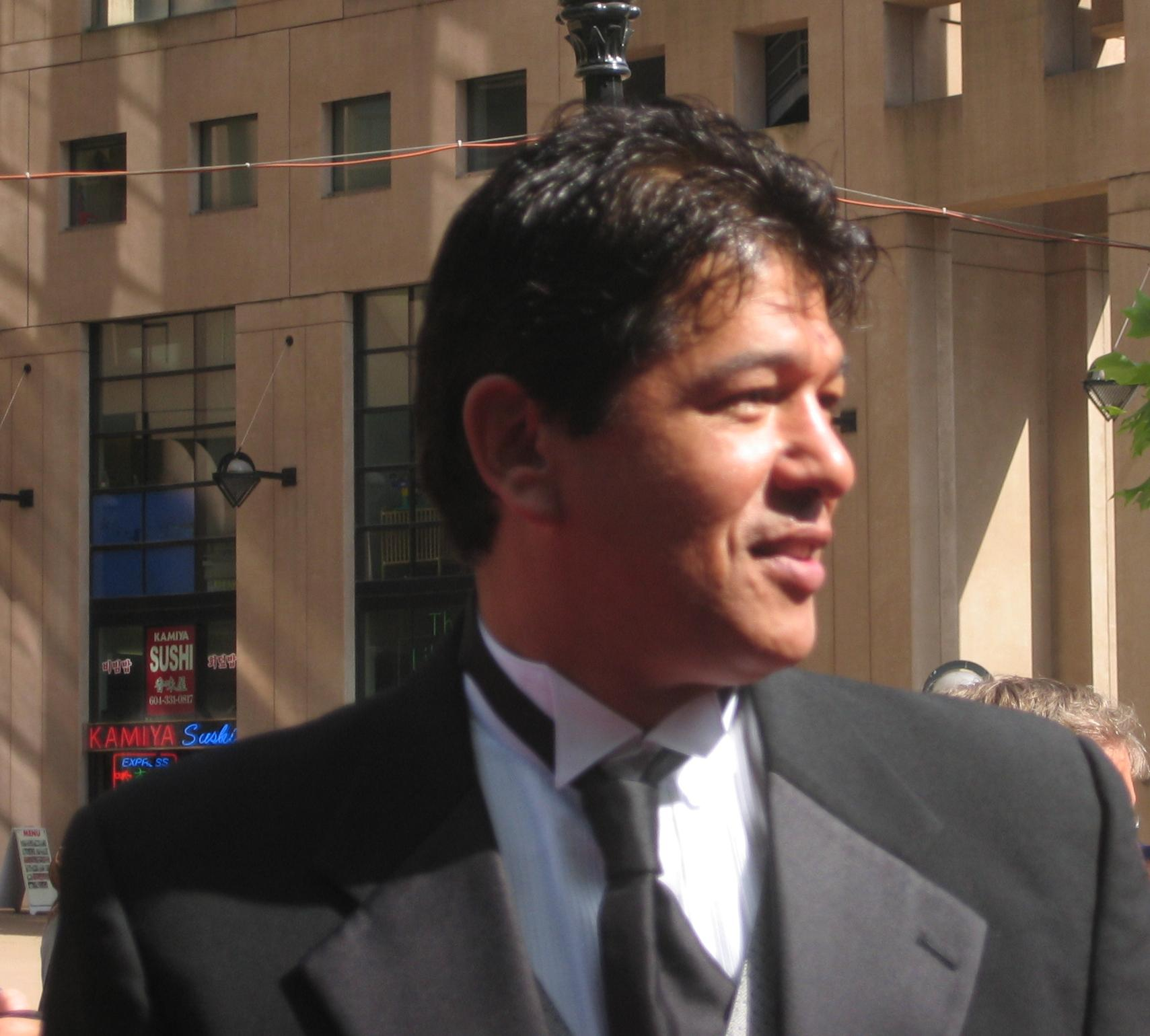
Theodore Nolan, vainqueur en 1996-1997.

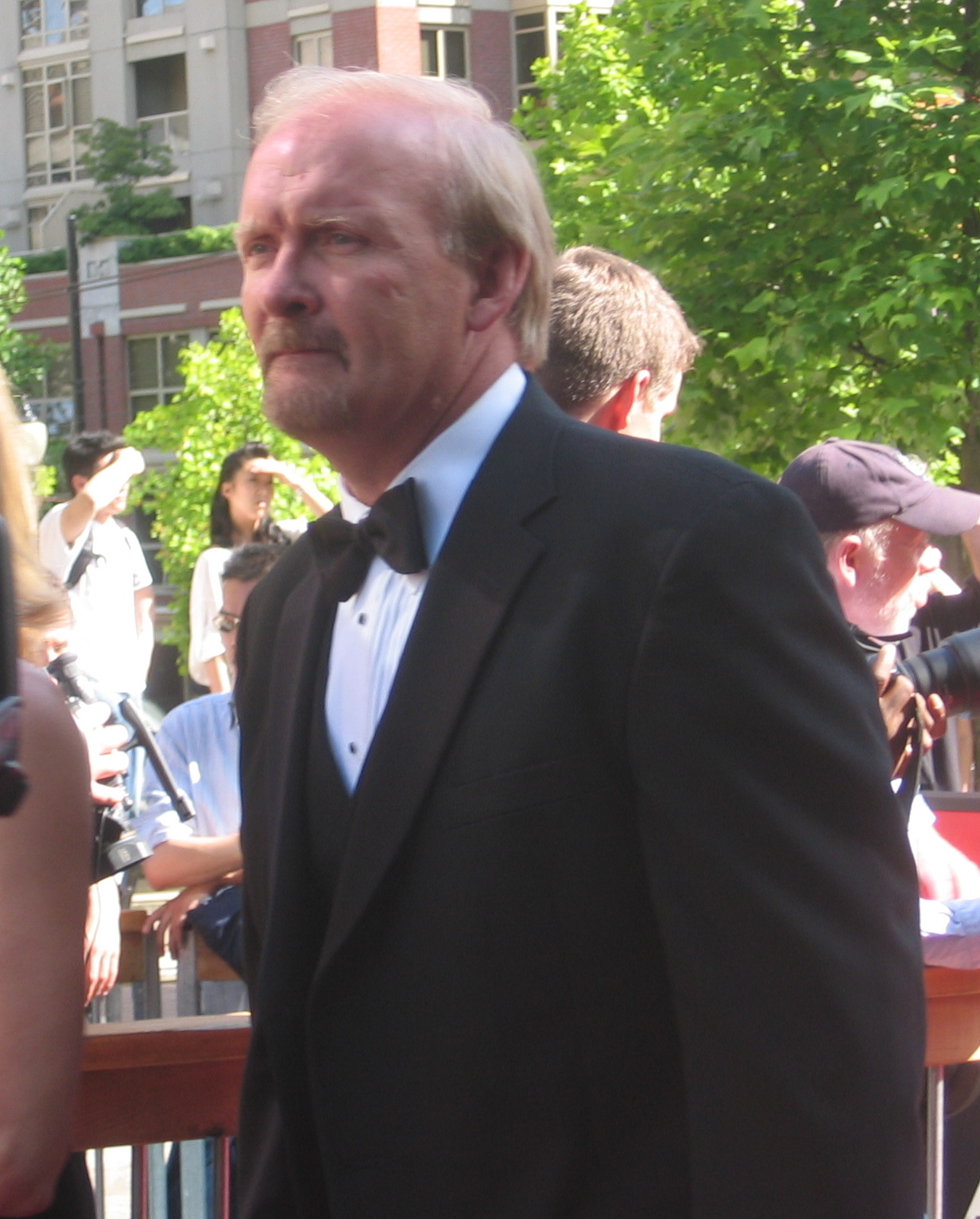
Lindy Ruff, récompensé en 2005-2006.

| Saison    | Vainqueur            | Équipe                    | Nb             |
| --------- | -------------------- | ------------------------- | -------------- |
| 1973-1974 | Frederick Shero      | Flyers de Philadelphie    | 1              |
| 1974-1975 | Robert Pulford       | Kings de Los Angeles      | 1              |
| 1975-1976 | Donald Cherry        | Bruins de Boston          | 1              |
| 1976-1977 | Scott Bowman,        | Canadiens de Montréal     | 1              |
| 1977-1978 | Robert Kromm         | Red Wings de Détroit      | 1              |
| 1978-1979 | Alger Arbour]        | Islanders de New York     | 1              |
| 1979-1980 | Patrick Quinn,       | Flyers de Philadelphie    | 1              |
| 1980-1981 | Gordon Berenson      | Blues de Saint-Louis      | 1              |
| 1981-1982 | Tom Watt (en)        | Jets de Winnipeg          | 1              |
| 1982-1983 | Orval Tessier        | Black Hawks de Chicago    | 1              |
| 1983-1984 | Bryan Murray         | Capitals de Washington    | 1              |
| 1984-1985 | Michael Keenan,      | Flyers de Philadelphie    | 1              |
| 1985-1986 | Glen Sather          | Oilers d'Edmonton         | 1              |
| 1986-1987 | Jacques Demers       | Red Wings de Détroit      | 1              |
| 1987-1988 | Jacques Demers       | Red Wings de Détroit      | 2              |
| 1988-1989 | Patrick Burns        | Canadiens de Montréal     | 1              |
| 1989-1990 | Robert Murdoch       | Jets de Winnipeg          | 1              |
| 1990-1991 | Brian Sutter         | Blues de Saint-Louis      | 1              |
| 1991-1992 | Patrick Quinn        | Canucks de Vancouver      | 2              |
| 1992-1993 | Patrick Burns        | Maple Leafs de Toronto    | 2              |
| 1993-1994 | Jacques Lemaire      | Devils du New Jersey      | 1              |
| 1994-1995 | Marc Crawford        | Nordiques de Québec       | 1              |
| 1995-1996 | Scott Bowman         | Red Wings de Détroit      | 2              |
| 1996-1997 | Theodore Nolan       | Sabres de Buffalo         | 1              |
| 1997-1998 | Patrick Burns        | Bruins de Boston          | 3              |
| 1998-1999 | Jacques Martin       | Sénateurs d'Ottawa        | 1              |
| 1999-2000 | Joel Quenneville     | Blues de Saint-Louis      | 1              |
| 2000-2001 | William Barber       | Flyers de Philadelphie    | 1              |
| 2001-2002 | Robert Francis       | Coyotes de Phoenix        | 1              |
| 2002-2003 | Jacques Lemaire      | Wild du Minnesota         | 2              |
| 2003-2004 | John Tortorella      | Lightning de Tampa Bay    | 1              |
| 2004-2005 | Saison annulée       | Saison annulée            | Saison annulée |
| 2005-2006 | Lindy Ruff           | Sabres de Buffalo         | 1              |
| 2006-2007 | Alain Vigneault      | Canucks de Vancouver      | 1              |
| 2007-2008 | Bruce Boudreau       | Capitals de Washington    | 1              |
| 2008-2009 | Claude Julien        | Bruins de Boston          | 1              |
| 2009-2010 | David Tippett        | Coyotes de Phoenix        | 1              |
| 2010-2011 | Daniel Bylsma        | Penguins de Pittsburgh    | 1              |
| 2011-2012 | Kenneth Hitchcock    | Blues de Saint-Louis      | 1              |
| 2012-2013 | Paul MacLean         | Sénateurs d'Ottawa        | 1              |
| 2013-2014 | Patrick Roy          | Avalanche du Colorado     | 1              |
| 2014-2015 | Robert Hartley       | Flames de Calgary         | 1              |
| 2015-2016 | Barry Trotz          | Capitals de Washington    | 1              |
| 2016-2017 | John Tortorella      | Blue Jackets de Columbus  | 2              |
| 2017-2018 | Gerard Gallant       | Golden Knights de Vegas   | 1              |
| 2018-2019 | Barry Trotz          | Islanders de New York     | 2              |
| 2019-2020 | Bruce Cassidy        | Bruins de Boston          | 1              |
| 2020-2021 | Roderick Brind'Amour | Hurricanes de la Caroline | 1              |
| 2021-2022 | Darryl Sutter        | Flames de Calgary         | 1              |
| 2022-2023 | Jim Montgomery       | Bruins de Boston          | 1              |
| 2023-2024 | Richard Tocchet      | Canucks de Vancouver      | 1              |